# Grayson and Whitter
Grayson and Whitter war ein US-amerikanisches Old-Time-Duo. Ihr größter Hit war Handsome Molly.

## Karriere
Beide Musiker arbeiteten vor ihren gemeinsamen Produktionen bereits als professionelle Musiker.
Sänger und Fiddler G. B. Grayson stammte aus dem Ashe County, North Carolina, und ließ sich später an der Grenze von Tennessee und Virginia nieder, wo er mit Musikern wie Clarence Ashley und Doc Walsh spielte. Henry Whitter gilt mit seiner 1923 aufgenommenen Platte Lonesome Road Blues / The Wreck of the Souther Old ’97 als einer der ersten ländlichen Musikern, die Schallplatten aufnahmen.
Grayson und Whitter trafen sich 1927 auf einem Fiddler’s Contest in Mountain City, Tennessee, und freundeten sich schnell an. Henry Whitter arrangierte im Herbst 1927 bei RCA Victor und Gennett Records Aufnahmesession, für die sie acht bzw. sechs Songs einspielten. Grayson übernahm hierbei den Gesang, da Whitter kein talentierter Vokalist war. Genau genommen war Whitter nicht einmal ein guter Gitarrist. Obwohl er zahlreiche Instrumente spielte, blieben seine Fähigkeiten auf einem niedrigen Niveau; teilweise beherrschte er sie sogar nur fehlerhaft. Unter ihren ersten Erscheinungen war auch Handsome Molly, das über 50.000 Exemplare verkaufte.

Grayson & Whitter – Tom Dooley

Insgesamt nahm das Duo bis 1930 über 40 Titel auf, darunter Klassiker wie Cluck Old Hen, Rose Conley, den Lee Highway Blues und Tom Dooley. An letzterem lag Grayson besonders viel, da sein Großonkel der Farmer war, der Tom Dooley auf seiner Farm beschäftigte und später zu seiner Festnahme verhalf. Viele dieser genannten Songs wurden später von Stars wie Bob Dylan, Mick Jagger und dem Kingston Trio gecovert.
1930 nahm die Karriere von Grayson und Whitter ein plötzliches Ende, als G.B. Grayson bei einem Autounfall ums Leben kam. Im September 1930 hatten die beiden Musiker in Memphis ihre letzte Session abgehalten. Whitter konnte den Tod seines Freundes zeit seines Lebens nicht verkraften. Er starb 1941.

## Diskografie
Diskografie ist nicht vollständig.
| Jahr            | Titel                                                                    | Anmerkungen                      |
| --------------- | ------------------------------------------------------------------------ | -------------------------------- |
| Gennett Records |                                                                          |                                  |
| 1927            | Handsome Molly / Nobody’s Darling                                        | nur als Henry Whitter erschienen |
| 1927            | Train No.45 / You’ll Never Miss Your Mother Until She’s Gone             | nur als Henry Whitter erschienen |
| 1927            | I’ll Never Be Yours / Shout Lula                                         | nur als Henry Whitter erschienen |
| 1928            | Sweet Rosie O’Grady / Red or Green                                       |                                  |
| RCA Victor      |                                                                          |                                  |
| 1929            | Joking Henry / Barnyard Serenade                                         |                                  |
| 1929            | A Dark Road Is a Hard Road to Travel / Red and Green Signal Lights       |                                  |
| 1929            | The Nine Pound Hammer / Short Life of Trouble                            |                                  |
| 1929            | Where Are You Going Alice? / Little Maggie With a Dram-Glass in Her Hand |                                  |
| 1929            | On The Bank of the Old Tennessee / Tom Dooley                            |                                  |
|                 | What You Gonna Do With the Baby? / I Have Lost You Darling               |                                  |
|                 | I Saw a Man at the Close of Day / I’ve Always Been a Rambler             |                                  |
| 1931            | Lee Highway Blues /?                                                     |                                  |